# Vincenzo Cardarelli
Pour les articles homonymes, voir Cardarelli.
Vincenzo Cardarelli, de son vrai nom Nazareno Caldarelli, né le 1er mai 1887 à Tarquinia dans le Latium et décédé le 18 juin 1959 à Rome, était un écrivain, poète et journaliste italien.
Après avoir obtenu le prix Bagutta en 1929, pour Il Sole a picco, il remporta le prix Strega en 1948, pour Villa Tarantola. Il était grand officier de l'Ordre du Mérite de la République italienne.

## Biographie
Vincenzo Cardarelli naquit à Tarquinia (ville jadis nommée Corneto Tarquinia), dans la province de Viterbe, où son père, Antonio Romagnoli, originaire des Marches, gérait le buffet d'une gare. Il y passa son enfance et son adolescence. Fils illégitime, il a eu une enfance troublée, privé de la présence de sa mère Giovanna Caldarelli qui a abandonné la famille quand Vincenzo était enfant et handicapé de son bras gauche,.
Vincenzo Cardarelli fit des études chaotiques et se cultiva en autodidacte. À 17 ans il s'enfuit de chez lui et se retrouva à Rome, où, pour vivre, il fit les métiers les plus divers, parmi lesquels correcteur d'épreuves au quotidien Avanti!. C'est dans ce journal, où il devint rédacteur, qu'il commença en 1906 sa carrière de journaliste. Il collabora à Il Marzocco, La Voce, Lirica, Il Resto del Carlino. Après les années de guerre qu'il avait passées entre la Toscane, la Vénétie et la Lombardie, il revint à Rome, où, se joignant à un groupe d'intellectuels, il fonda la revue littéraire La Ronda et y fit connaître son programme de restauration classique,.
Après l'experience de La Ronda, Vincenzo Cardarelli a coopéré (entre 1926 et 1930) avec le magazine de Leo Longanesi L'Italiano, expression du mouvement de Strapaese.
Sa renommée reste liée aux nombreuses poésies et œuvres en prose autobiographiques sur les façons de vivre et les voyages, rassemblées dans Prologhi (1916), Viaggi nel tempo (1920), Favole e memorie (1925), Il sole a picco (1929) (Prix Bagutta), Il cielo sulle città (1939), Lettere non spedite (1946) et Villa Tarantola (1948) qui lui confère le Prix Strega. En 1954 Viaggio d'un poeta in Russia remporte la première édition du Prix Napoli.
Ses maîtres furent Baudelaire, Nietzsche, Leopardi, Pascal. Sa poésie est une poésie descriptive, linéaire, liée à des souvenirs passés, qu'il s'agisse de paysages, d'animaux, de personnes et d'états d'esprit.
Vincenzo Cardarelli est mort à Rome le 18 juin 1959 à l'hôpital Umberto I à l'âge de 72 ans. Il est inhumé au cimetière de Tarquinia.

## Ouvrages principaux
- Prologhi, Milano, 1916;
- Viaggi nel tempo, Firenze, 1920;
- Terra genitrice, Roma, 1924;
- Favole e memorie, Milano, 1925;
- II sole a picco, Bologna, 1929; prix Bagutta 1929
- Prologhi viaggi, favole, Lanciano, 1929;
- Giorni in piena, Roma, 1934;
- Poesie, Roma, 1936 ristampa accresciuta, Roma, 1942;
- Rimorsi, Roma, 1944;
- Lettere non spedite, Roma, 1946;
- Poesie nuove, Venezia, 1946;
- Solitario in Arcadia, Milano, 1947;
- Villa Tarantola, Milano, 1948; prix Strega
- Poesie, Milano, 1949;
- Invettiva ed altre poesie disperse, Milano, 1964;
- Lettere a una adolescente, a cura di Gian Mario Marini, 1983.
- Autunno, sei vecchio, rassegnati, a cura di Clelia Martìgnoni, Lecce, 1988;
- Opere complete, a cura di G. Raimondi, Milano, 1962;
- Opere, a cura di Clelia  Martignoni, Milano, Meridiani Mondadori, 1981.
- Gabbiani, a cura Mondadori, Milano, 1998.
- Estate, a cura di Alice, 2008

## Hommages
- La ville de Tarquinia a instauré le « prix à la peinture Vincenzo Cardarelli »[4].
- Une tombe étrusque du site de la nécropole de Monterozzi lui est dédiée : la Tombe Cardarelli[5].

## Distinctions
Grand officier de l'Ordre du Mérite de la République italienne.